# 圣日耳曼乡
圣日耳曼乡（法語：Saint-Germain-la-Campagne）是法国厄尔省的一个市镇，位于该省西部，属于贝尔奈区。该市镇总面积22.23平方公里，2009年时的人口为837人。

## 人口
圣日耳曼乡人口变化图示